# Фёдоровка (Терпеньевская поселковая община)
Фёдоровка (укр. Федорівка) — село,
Терпеньевский сельский совет,
Мелитопольский район,
Запорожская область,
Украина.

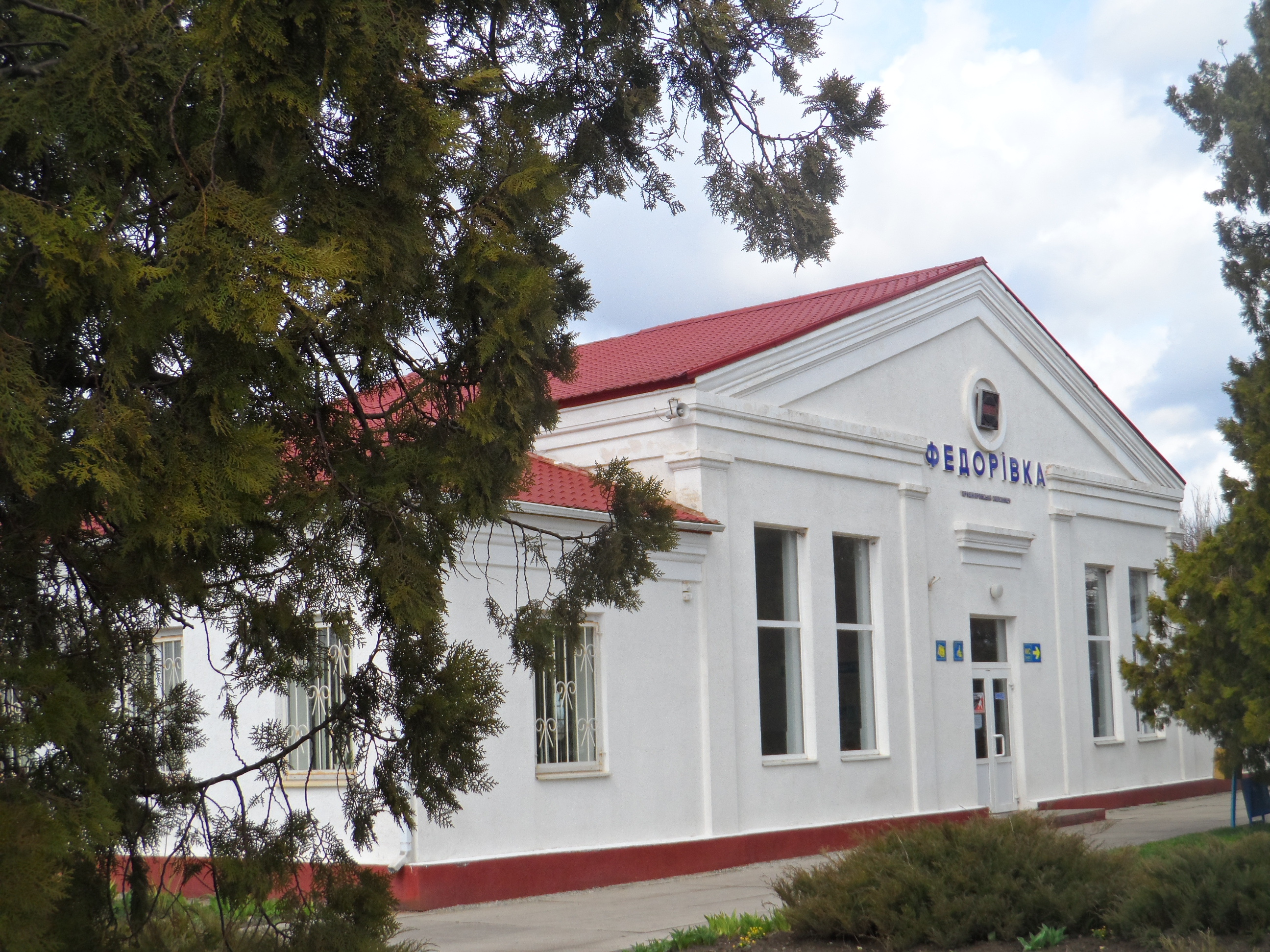

Код КОАТУУ — 2323085111. Население по переписи 2001 года составляло 396 человек.

## Географическое положение
Село Фёдоровка находится в 10 км к западу от села Терпенье.
Рядом с селом проходит железная дорога, в 3-х км от села находится станция Терпение.

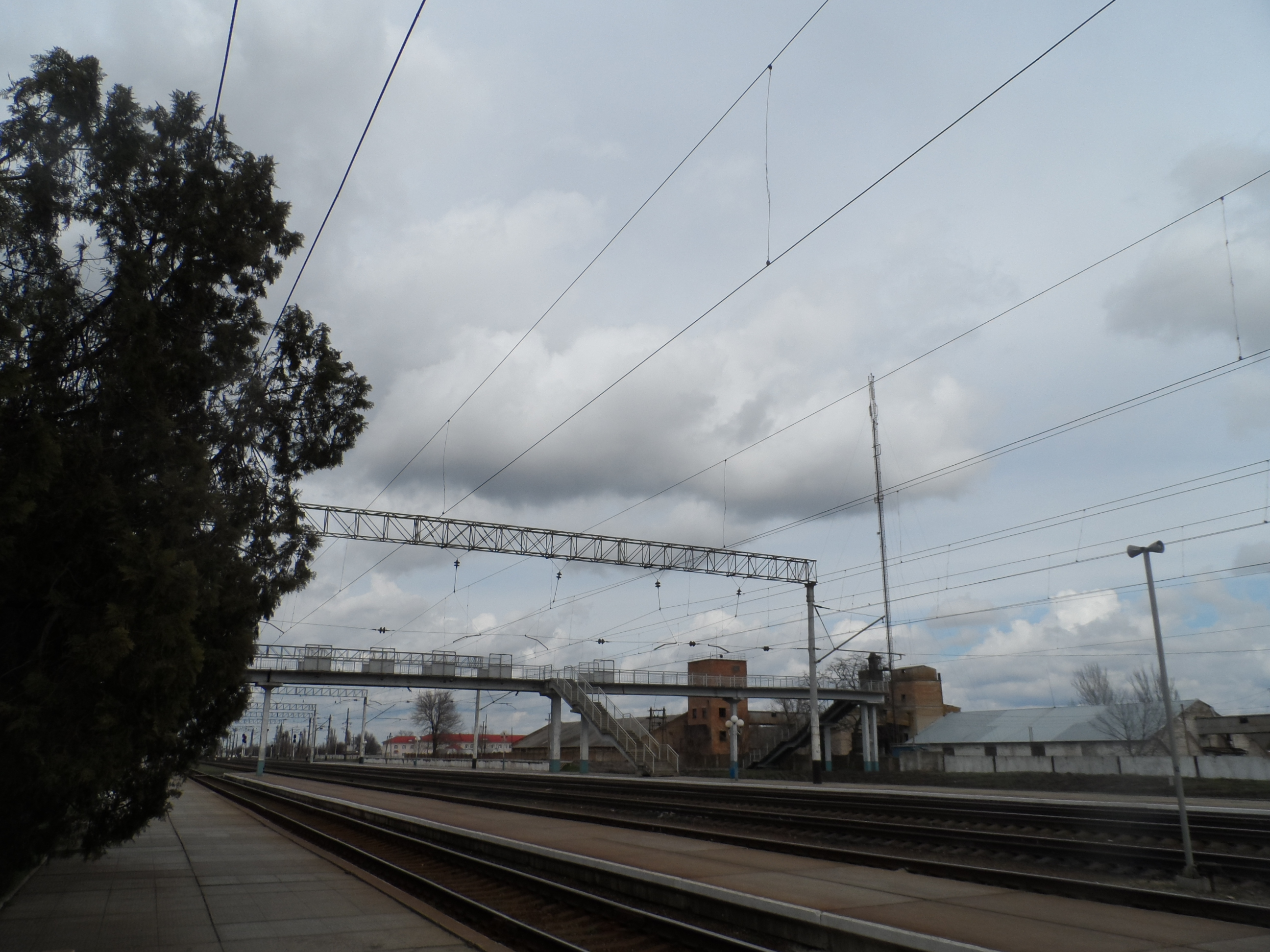

Автомобильными дорогами Фёдоровка связана с Терпеньем и магистралью М-18 Харьков — Симферополь с сёлами Першотравневое и Трудовое, а также грунтовой дорогой с селом Видродження.

## История
Село основано в 1872 году.
В 1886 году в Фёдоровке действовала православная церковь.
До революции Фёдоровка входила в Терпеньевскую волость Мелитопольского уезда Таврической губернии.
В 1947 году существовал Фёдоровский сельский совет, и Фёдоровка была единственным селом в его составе, но к 1979 году сельсовет был расформирован, и Фёдоровка вошла в состав Терпеньевского сельсовета Мелитопольского района.

## Население
В следующей таблице представлена динамика численности населения Фёдоровки:
| Год  | Население |  |
| ---- | --------- |  |
| 1886 | 1223      |  |
| 1889 | 1245      |  |
| 1892 | 1591      |  |
| 1900 | 1797      |  |
| 1990 | 460       |  |
| 2001 | 396       |  |

## Объекты социальной сферы
- Школа. Фёдоровская общеобразовательная школа I—II ступеней расположена по адресу ул. Октябрьская, 20-а. В школе 8 классов, 18 учеников и 7 сотрудников. Язык обучения русский. Директор — Ангеловская Алла Ивановна[7]. Школа работает с 1962 года и носит имя Героя Советского Союза Евтея Моисеевича Гребенюка[8].
- Дом культуры.

## Известные уроженцы
- Поздняков, Фёдор Григорьевич (1908—1944) — Герой Советского Союза.
- Назин, Владимир Иванович (1934—1994) — советский поэт.